# Sylwia Fabiańczyk-Makuch
Sylwia Oktawia Fabiańczyk-Makuch (ur. 1 maja 1972) – dyrygent i kierownik artystyczny Chóru Politechniki Morskiej w Szczecinie, juror festiwali i przeglądów chóralnych, profesor nadzwyczajny na Wydziale Edukacji Muzycznej Akademii Sztuki w Szczecinie.

## Życiorys
Absolwentka Akademii Muzycznej im. I. J. Paderewskiego w Poznaniu (filia w Szczecinie). Dyplom z dyrygentury chóralnej pod kierunkiem prof. Jana Szyrockiego uzyskała z oceną bardzo dobrą z wyróżnieniem. Ukończyła Podyplomowe Studium Chórmistrzowskie w Akademii Muzycznej im. F. Nowowiejskiego w Bydgoszczy. Tytuł doktora w dyscyplinie dyrygentura uzyskała we wrześniu 2011 roku na Uniwersytecie Muzycznym Fryderyka Chopina w Warszawie, a stopień doktora habilitowanego w 2017 roku w Akademii Muzycznej w Gdańsku.
W latach 1997–2012 pracowała jako wokalistka w zespole Camerata Nova działającym przy Zamku Książąt Pomorskich w Szczecinie pod dyrekcją prof. Eugeniusza Kusa. W latach 2008–2014 była dyrygentem chóru działającego w Zespole Szkół Muzycznych II st. w Szczecinie. Zatrudniona w Politechnice Morskiej w Szczecinie na stanowisku profesora nadzwyczajnego. Od 2011 roku pracuje również jako wykładowca (obecnie profesor nadzwyczajny) w Akademii Sztuki w Szczecinie. Prowadzi zajęcia z przedmiotów: dyrygentura chóralna, czytanie partytur, zespół wokalny do praktyk studenckich.
W 2003 roku założyła Chór Politechniki Morskiej w Szczecinie. Z zespołem tym odbyła trasy koncertowe po Hiszpanii, Włoszech, Francji, Turcji, Niemczech, Austrii, Macedonii, Ekwadorze, Malcie, Irlandii, Rosji, Słowacji, Litwie. Z Chórem Akademii Morskiej brała udział w licznych konkursach i festiwalach w kraju i za granicą, zdobywając ponad 40 czołowych nagród.
W 2015 roku założyła kilkunastoosobowy zespół wokalny Pomerania Singers, z którym prezentuje się w znaczących wydarzeniach artystycznych miasta i regionu, współpracując z najważniejszymi instytucjami artystycznymi. Z zespołem tym wydała płytę z utworami Romualda Twardowskiego (Tryptyk morski) oraz Mszą Stella Maris, op.49 nr 4 Feliksa Nowowiejskiego na chór mieszany i organy.
Sprawuje funkcję dyrektora artystycznego Polskiego Związku Chórów i Orkiestr oddział Szczecin, jest także dyrektorem artystycznym autorskiego projektu Chóru Akademii Morskiej Wspólne brzmienia, którego ideą jest połączenie klasycznego brzmienia chóru z rozmaitymi nurtami i stylami muzycznymi (edycja 2017 – Etno Project: Kayah i zespół Kroke, 2016 – Magia kabaretu: Grupa MoCarta i Ireneusz Krosny, 2015 – Festiwal Latino Project, 2014 – Jazz: Kuba Badach i Jacek Piskorz), 2021 – Industrial Project: Fisz Emade Tworzywo.
Współpracowała z wybitnymi artystami i wykonawcami polskiej i zagranicznej sceny muzycznej, takimi jak: Andrea Bocelli, Krzesimir Dębski, Henri Seroka, Michael McGlynn, Zbigniew Wodecki, Mikromusic, Zbigniew Preisner, Wojtek Urbański, zespół Organek, zespół Trebunie-Tutki, Jan Kanty Pawluśkiewicz czy Włodek Pawlik. Dokonała kilkunastu prawykonań dzieł chóralnych kompozytorów współczesnych.
Została odznaczona Srebrnym Krzyżem Zasługi (2019) oraz Krzyżem Kawalerskim Orderu Odrodzenia Polski (2023).

## Nagrody
Uzyskała indywidualne nagrody dla najlepszego dyrygenta festiwalu na konkursach w Gorizii (2023), Paralii (2022), Barczewie (2022), Lublinie (2017), Legnicy (2017), Bratysławie (Słowacja, 2015), Pradze (Czechy, 2014), Chełmnie (2012), Głogowie (2010). Za swoje osiągnięcia artystyczne została nagrodzona przez Ministra Kultury i Dziedzictwa Narodowego Odznaką Honorową Zasłużony dla Kultury Polskiej. Nagrodzona również przez Marszałka Dyplomem Uznania Zasług dla Kultury i Promocji Województwa Zachodniopomorskiego, nagrodami rektorskimi Politechniki Morskiej w Szczecinie oraz Złotą Odznaką Honorową PZCHiO. Otrzymała również Medal Komisji Edukacji Narodowej za szczególne zasługi dla oświaty i wychowania, Zachodniopomorskiego Nobla w dziedzinie nauk artystycznych, nominowana była także do nagrody artystycznej Miasta Szczecina.

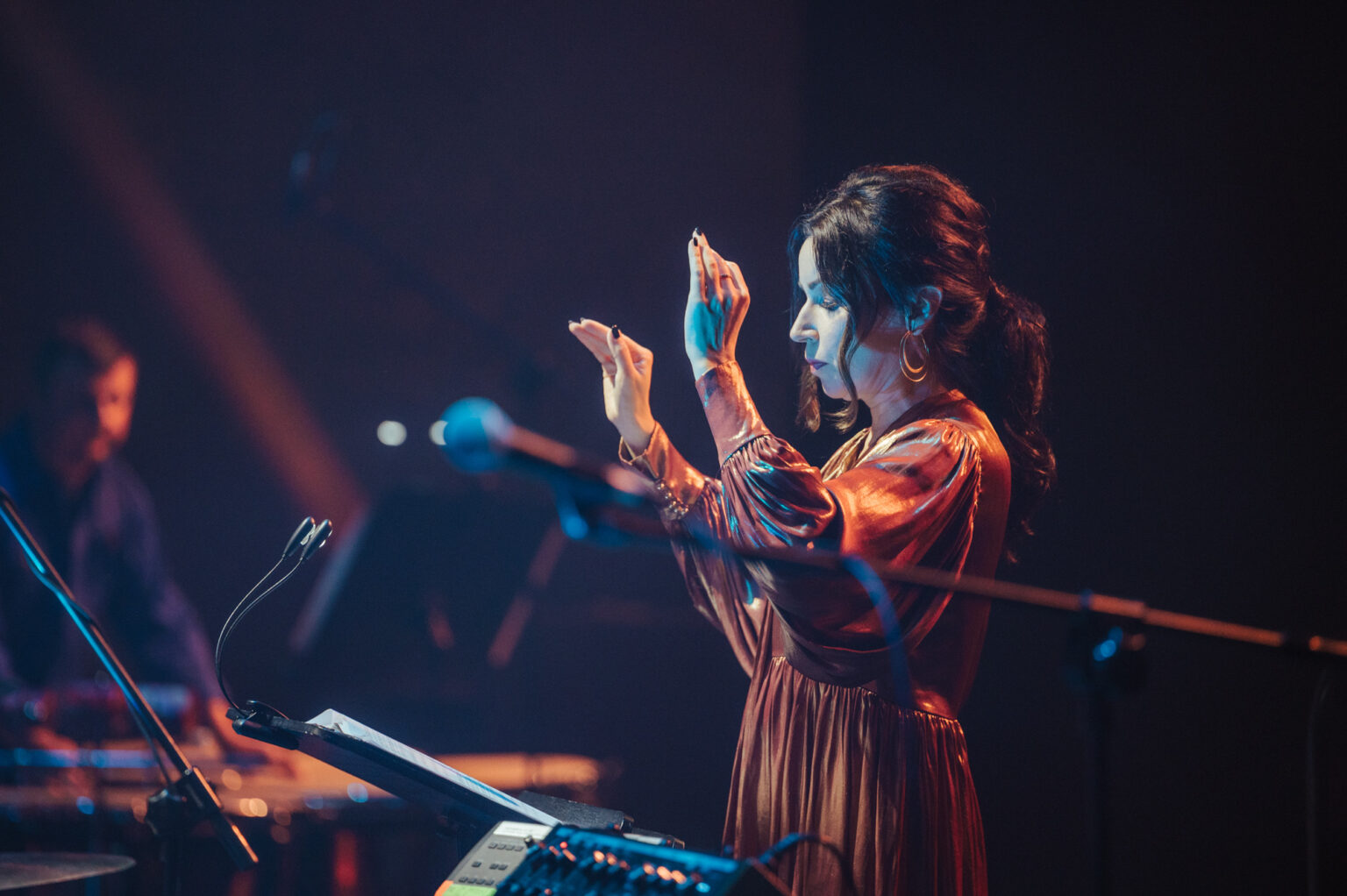
Sylwia Fabiańczyk-Makuch

Dodatkowo, za swoje osiągnięcia artystyczne otrzymała następujące nagrody indywidualne:
- Krzyż Kawalerski Orderu Odrodzenia Polski za wybitne zasługi dla rozwoju i popularyzowania polskiej chóralistyki, w szczególności muzyki marynistycznej oraz za działalność charytatywną, wrzesień 2023
- Akademia Sztuki w Szczecinie, Nagroda Rektorska za wybitne osiągnięcia artystyczne w dyscyplinie sztuk muzycznych, październik 2022
- Nagroda „Pro Arte” Marszałka Województwa Zachodniopomorskiego za wybitne osiągnięcia w dziedzinie twórczości artystycznej, upowszechniania i ochrony kultury, październik 2022
- Odznaczenie Medalem Honorowym Akademii Morskiej w Szczecinie, czerwiec 2022
- Dyplom dla jednego z 10 najlepszych dyrygentów festiwalu World Choir Festival – Hong Kong (Chiny), czerwiec 2021
- Nagroda w trzeciej edycji plebiscytu Magnolie Biznesu w kategorii z miłości do Szczecina, wrzesień 2021
- Brązowy Medal Zasłużony Kulturze Gloria Artis (nagroda Ministra Kultury i Dziedzictwa Narodowego), czerwiec 2019
- Srebrny Krzyż Zasługi (nagroda Prezydenta RP), czerwiec 2019
- Złota Odznaka Honorowa PZCHiO, czerwiec 2019
- Krzyż Zasługi  Archidiecezji Szczecińsko – Kamieńskiej, czerwiec 2019
- Nominacja do nagrody artystycznej Miasta Szczecina 2018
- Nagrody rektorskie Akademii Morskiej w Szczecinie, 2012, 2015;
- Medal Komisji Edukacji Narodowej za szczególne zasługi dla oświaty i wychowania, sierpień 2015
- Odznaka Honorowa Zasłużony dla Kultury Polskiej (nagroda Ministra Kultury i Dziedzictwa Narodowego), 2013
- Dyplom Uznania Zasług dla Kultury i Promocji Województwa Zachodniopomorskiego (nagroda Marszałka Województwa Zachodniopomorskiego), wrzesień 2013

Nagrody zdobyte z Chórem Politechniki Morskiej w Szczecinie:
- I miejsce w kategorii Mixed Choir oraz Folk na X-International Choir Festival “Music & Sea”, Paralia, Grecja

- Grand Prix na Międzynarodowym Konkursie Chóralnym: Christmas Indise – Rome (Włochy) oraz – Złoty Dyplom w kategorii muzyka polifoniczna/chóry akademickie

- Złoty Dyplom i pierwsze miejsce w kategorii chórów mieszanych oraz Złoty Dyplom w kategorii muzyki sakralnej w Międzynarodowym Konkursie Chóralnym w Taipei (Tajwan, 2019),
- Złota nagroda w kategorii chórów kameralnych oraz srebrna nagroda w kategorii chórów mieszanych w Międzynarodowym Konkursie Chóralnym w Tokio (Japonia, 2019),
- Grand Prix w 47. Festiwalu Pieśni w Ołomuńcu, Złoty Dyplom w kategorii chórów mieszanych oraz muzyki współczesnej (Czechy, 2019),
- I miejsce w kategorii chórów mieszanych w XVIII Międzynarodowym Festiwalu Kathaumixw w Powell River (Kanada, 2018),
- I miejsce oraz nagroda specjalna za wykonanie rodzimego utworu Water Song Bartosza Kowalskiego w Międzynarodowym Festiwalu Chóralnym Cantarode w Holandii (2018),
- Złoty dyplom na XX Międzynarodowym Festiwalu Chórów Młodzieżowych i Chórów Młodych w Sankt Petersburgu (Rosja, 2017),
- Grand Prix oraz Złoty Dyplom w kategorii chórów akademickich w II Ogólnopolskim Festiwalu Muzyki Chóralnej Cantantes Lublinensis w Lublinie (2017),
- Złoty dyplom w kategorii muzyki sakralnej, folklorystycznej oraz rozrywkowej w VI Międzynarodowym Konkursie Chóralnym Cançó Mediterrània w Lloret de Mar/Barcelona (Hiszpania, 2016),
- Grand Prix w 51. Międzynarodowym Festiwalu Pieśni Chóralnej w Międzyzdrojach (2016),
- Złoty Dyplom w 47. Ogólnopolskim Turnieju Chórów Legnica Cantat w Legnicy (2016),
- Grand Prix na Międzynarodowym Festiwalu Chóralnym Slovakia Cantat w Bratysławie (Słowacja, 2016),
- Złoty Dyplom w kategorii sakralnej oraz świeckiej w 22. Międzynarodowym Festiwalu Chóralnym na Malcie (2015),
- Grand Prix w Międzynarodowym Festiwalu Chóralnym im. Juozasa Naujalisa w Kownie (Litwa, 2015),
- II miejsce w Międzynarodowym Festiwalu Chóralnym w Derry w Irlandii Północnej (2014),
- Złoty Dyplom w Międzynarodowym Festiwalu Chóralnej Muzyki Współczesnej Canti veris w Pradze (Czechy, 2014),
- Grand Prix na III. Międzyrzeckiej Uczcie Chórów Amatorskich w Międzyrzeczu (2013),
- I nagrodę na Międzynarodowym Festiwalu Chóralnym w Ohrid w Macedonii (2013),
- I miejsce na 44. Ogólnopolskim Turnieju Chórów Legnica Cantat w Legnicy (2013, 2017),
- II miejsce na III Międzynarodowym Wrocławskim Festiwalu Chóralnym Vratislavia Sacra (2013),
- Złoty Dyplom na V Ogólnopolskim Konkursie Ars Liturgica w Gnieźnie (2012),
- Grand Prix w V Ogólnopolskim Festiwalu Chórów Silesia Cantat w Głogowie (2012),
- Grand Prix w XIV Łódzkim Festiwalu Chóralnym Cantio Lodziensis (2011),
- Złoty Dyplom na 46. Międzynarodowym Festiwalu Pieśni Chóralnej w Międzyzdrojach (2011),
- I miejsce w XXII Międzynarodowym Festiwalu Muzyki Religijnej im. Ks. Ormińskiego w Rumi (2010),
- Grand Prix w II Turnieju Chórów o Kryształowe Serce Chełmińskiej Jesieni w Chełmnie (2010),
- Srebrny Dyplom na Międzynarodowym Festiwalu Chóralnym w Rimini we Włoszech (2009),
- Grand Prix w VI Turnieju Chórów o Wstęgę Drwęcy w Brodnicy (2009),
- I miejsce na XX Ogólnopolskim Festiwalu Pieśni o Morzu w Wejherowie (2008).

## Nagrania
- Regina Poloniae – premierowo wykonane dzieło Marka Raczyńskiego na chór mieszany, organy, sopran i mezzosopran (2017),
- Ave Maris Stella (2017),
- Pod okapem śniegu – utwory bożonarodzeniowe (2013),
- Gra fal (2012),
- Pozdrowione bądźcie morza (2009).

Źródło.